# Geungnakdo sar-insageon
Geungnakdo sar-insageon (극락도 살인사건?), noto anche con il titolo internazionale Paradise Murdered, è un film del 2007 scritto e diretto da Kim Han-min.

## Trama
In una piccola isola della Corea del Sud, soprannominata Paradiso, vivono solo diciassette abitanti; l'idillio si trasforma tuttavia in incertezza quando iniziano ad avvenire misteriosi omicidi.